# ينس فريدريك نيلسن
ينس فريدريك نيلسن (الجرينلاندية: Jens-Frederik Nielsen) (مواليد 22 يونيو 1991) هو سياسي ولاعب كرة ريشة طائرة جرينلاندي. يشغل منصب رئيس وزراء جرينلاند الثامن والحالي، وهو زعيم حزب الديمقراطيون. وكان يشغل منصب وزير العمل والموارد المعدنية في حكومة كيلسن السابعة في الفترة الممتدة من عام 2020 حتى عام 2021. نيلسن هو أول عضو في حزب الديمقراطيون يتولى منصب رئيس الوزراء.

## النشأة والتعليم
ولد نيلسن في جرينلاند، وتحديدًا في العاصمة نوك. وحصل على درجة في اختصاص العلوم الاجتماعية من جامعة جرينلاند.

## المسيرة المهنية
انتُخب نيلسن ليخلف نيلس تومسن كزعيم لحزب الديمقراطيون عام 2020، وأعيد انتخابه لهذا المنصب في مارس 2024.
عُيِّن وزيرًا للصناعة والموارد المعدنية في حكومة كيم كيلسن السابعة في مايو 2020.
أحرز نيلسن لقب بطولة فردي الرجال في كرة الريشة الطائرة في دورة ألعاب الجزر لعام 2023.
حصل نيلسن على 4,850 صوت شخصي خلال الانتخابات العامة الجرينلاندية لعام 2025، ليتفوق على رئيس الوزراء آنذاك موته بوروب إيجيده الذي حصل على 3,276 صوت شخصي.

## الآراء السياسية
عقب الغزو الروسي لأوكرانيا عام 2022، دعا نيلسن شركة بولار سيفود إلى وقف عملياتها في روسيا، مشددًا على ضرورة الضغط على موسكو لاستعادة السلام في أوروبا.
وفي مارس 2025، أدان نيلسن تهديدات الرئيس الأمريكي دونالد ترامب بغزو جرينلاند.
كما دعا نيلسن إلى تقليل اعتماد جرينلاند على الدعم المالي الذي تقدمه الدنمارك، من خلال التركيز على تطوير قطاع الأعمال وتعزيز الاستقلال الاقتصادي للجزيرة.